# 1495 Helsinki
1495 Helsinki este un asteroid din centura principală, descoperit pe 21 septembrie 1938, de Yrjö Väisälä.